# Twinity
Twinity war die erste dreidimensionale virtuelle Welt, die reale Städte maßstabsgetreu nachbildete. Twinity wurde von der Metaversum GmbH in Berlin seit 2006 entwickelt und betrieben. Teilweise gab es über 500.000 registrierte Nutzer weltweit, die sich in den virtuellen Städten Berlin, Singapur, London, Miami und New York treffen konnten. Die Mitglieder – auch Twinizens genannt – hatten die Möglichkeit einen realitätsgetreuen Avatar zu gestalten, mit dem sie die virtuelle Welt erkunden, mit Freunden chatten oder auch mit virtuellen Immobilien und Produkten handeln konnten. Die offene Betatestphase begann im September 2008 mit der Eröffnung des virtuellen Berlins.

## Grundlagen
Die virtuelle Welt Twinity existierte auf einer von Metaversum betriebenen Serverfarm. Die Nutzer betraten die Welt mit Hilfe einer kostenlosen Client-Software. In der Welt konnten die Nutzer ihren Avatar und ihre Wohnung selbst gestalten und mit anderen Bewohnern der Welt in Kontakt treten. So konnten verschiedene Personen, aber auch Unternehmen und Institutionen aus aller Welt, miteinander kommunizieren. Darüber hinaus konnten die Nutzer sich gegenseitig virtuelle Waren, etwa Möbel oder Kleidungsstücke, oder Dienstleistungen, beispielsweise Sprachkurse, verkaufen. Kommuniziert wurde im öffentlichen oder privaten Chat.

## Unterschiede zu anderen virtuellen Welten
Ähnlich wie Second Life war auch Twinity eine virtuelle Welt ohne spielerischen Hintergrund im Gegensatz zu Online-Spielen wie World of Warcraft. Sowohl bei Twinity als auch bei Second Life sind die Nutzer daher nicht gezwungen eine andere Rolle einzunehmen. Im Gegensatz zu Second Life agierten die Nutzer aber nicht einer virtuellen Fantasiewelt, sondern in maßstabsgetreu nachgebauten 3D-Städten. Anders als bei anderen 3D-Modellstädten im Internet, wie etwa Google Earth, konnte man in den virtuellen Städten von Twinity aber spazieren oder einkaufen gehen oder eine Wohnung mit einer real existierenden Adresse kaufen (z. B. Unter den Linden 1, Berlin). Twinity war somit bislang die einzige virtuelle Welt, die bevölkerte 3D-Modellstädte bereitstellte. Zudem war Twinity – so weit möglich – mit der realen Welt verknüpft, etwa durch einen Tag-Nacht-Rhythmus, eine Wetterfunktion oder realitätsgetreue Adressen. Ähnlich wie bei Facebook traten die Nutzer unter ihrem richtigen Namen auf.

## Inhalt

### Soziales Netzwerk
Der Schwerpunkt von Twinity lag auf den sozialen Kontakten zwischen den Teilnehmern. Die Twinizens konnten miteinander chatten, zu zweit oder in der Gruppe, Nachrichten verschicken und Fotos hochladen. Zudem konnten die Nutzer andere Medien in die Welt einbinden, etwa Bilder, Youtube-Filme oder Web-Radios. Die Twinizens konnten sich zu einzelnen Gruppen zusammentun, um z. B. Spiele zu spielen oder Partys zu organisieren.

### Wirtschaftssystem
Nutzer konnten in den Städten eigene Wohnungen, Läden und Clubs bauen. Dazu erwarben sie Möbel und andere virtuelle Gegenstände in virtuellen Shops oder luden eigene 3D-Modelle hoch. Kommerzielle Mitglieder durften solche Plätze auch gegen echtes Geld weiterverkaufen.
Bezahlt wurden die virtuellen Produkte und Immobilien mit der virtuellen Währung. Die Währung wurde „Globals“ genannt und konnte zum Kurs von 90 Globals = 1 Euro gekauft werden. Zwar brauchte man grundsätzlich kein Geld, um sich in der virtuellen Welt aufzuhalten. Für den Handel von Gütern und Dienstleistungen wurden jedoch Globals benötigt. Virtuelles Geld konnten sich die Mitglieder in Twinity auch verdienen. Z. B. über den Verkauf von virtuellen Gütern, über die Vermietung von virtuellen Gegenständen oder über die Teilnahme an Spielen (z. B. Roulette, Quiz-Game) in der Welt.

## Grafische Gestaltung

### Städte
Twinity baute reale Städte originalgetreu nach. Berlin war die erste virtuelle Stadt, mit der die Open-Beta-Phase im September 2008 gestartet wurde. Für die virtuelle Hauptstadt wurden über 50.000 Gebäude nachgebaut, darunter berühmte Sehenswürdigkeiten wie das Brandenburger Tor oder der Fernsehturm am Alexanderplatz. Im August 2009 wurde das virtuelle Singapur eröffnet, zunächst mit dem Gebiet um die Orchad Road. Wenige Monate später, im Dezember 2009, ging das virtuelle London online. Im virtuellen London waren u. a. der Buckingham Palace und der Piccadilly Circus zu sehen. Im Jahr 2010 expandierte Twinity in die Vereinigten Staaten, im Juli wurde das virtuelle Miami eröffnet, im Oktober New York City.

### Realer Kontext

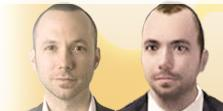
Avatar erstellt mit Photofit

Um die virtuelle Welt möglichst real zu gestalten, hatten die Entwickler von Twinity einen natürlichen Tag-Nacht-Rhythmus eingebaut, d. h. während es in Europa bereits dunkel war, schien in den Vereinigten Staaten noch die Sonne.
Zudem konnten die Twinity-Mitglieder ihren Avatar getreu ihren eigenen Körpermaßen und ihrer Gesichtsform gestalten. Dazu konnten sie ein Passbild hochladen, aus dem automatisch der Kopf des Avatars modelliert wurde, der dem Nutzer dadurch sehr ähnlich sah.

## Technologie

### Engine

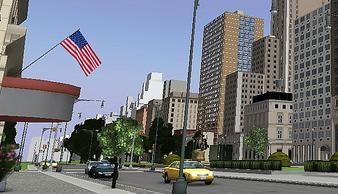
Virtuelles New York City

Twinity nutzte eine aktuelle 3D-Technologie basierend auf der BigWorld-Engine, um eine hohe grafische Qualität zu liefern. Dazu gehörten Spiegel, Normalmaps, Environmentmaps, Screen Space Ambient Occlusion und Glow-Shader-Effekte.
Twinity-Städte basierten auf 3D-Kartographie-Daten von Tele Atlas, die z. B. auch in Navigationsgeräten und Google Earth verwendet werden.

### Content Pipeline
Ein wesentlicher Teil des Inhalts von Twinity wurde durch Nutzer erstellt. Premium-Mitglieder konnten 3D-Objekte, Kleider, Grundrisse und Animationen erstellen und sie mit dem Twinity Client hochladen. Twinity unterstützte das offene Collada-Format, so dass alle gängigen 3D-Modellierungs-Tools wie Google Sketchup, Blender, Autodesk 3ds Max oder Autodesk Maya zur Erstellung von 3D-Modellen genutzt werden konnten.

## Investoren
Das im Juni 2006 gegründete Unternehmen Metaversum wurde in der Anfangsphase von Venture-Capital-Firmen wie Grazia Equity GmbH und Balderton Capital finanziert. Darüber hinaus hat Metaversum Gelder von der BC Brandenburg Capital GmbH, der BFB BeteiligungsFonds Brandenburg GmbH sowie der KfW erhalten.
Im Juni 2012 wurde Twinity von der 3D Internet Firma ExitReality übernommen.
Seit dem 12. Oktober 2021 sind die Server von Twinity offline.